# Eskendrella
Eskenderella est un groupe musical formé en 2000 par Hazem Shahine dont le but est de faire revivre les chansons de Cheikh Imam et Sayed Darwish. En 2005, après une pause de deux ans, le groupe a annoncé son retour avec de nouveaux membres. Le groupe trouve son identité dans la Révolution Égyptienne de 2011. Ses chansons sont inspirées les poètes Fouad Haddad et Salah Jahin, ainsi que par le fils et petit-fils de Fouad Haddad, Amin et Ahmed Haddad. Amin et son fils ont écrit à propos des changements contemporaines de l'Égypte, les thèmes qui dominent le nouvel album du groupe. Les membres du groupe comprennent les enfants et les petits-enfants de ces deux poètes.

## Révolution de 2011
Les membres du groupe étaient parmi les manifestants de la Place Tahrir et composent et interprètent des chansons nouvelles à propos de la révolution, parmi les masses, qui s'était rassemblée sur la place. Ils ont également beaucoup voyagé à travers l'Égypte et ont produit des chansons telles que Rag ien (Nous sommes de retour)], et Safha Gedida (Un nouveau chapitre)]. Dans les premiers jours de la révolution, ils ont produit une opérette intitulée Hikayat Thawra (Histoire d'une Révolution), qui reprend des extraits de poésies d'Ahmad Haddad sur la révolution. La musique du groupe a recensé les diverses phases de la révolution. Leurs chansons parlent de la réalité socio-politique que vit les Égyptiens.